# Пежув
Пежув (пол. Perzów) — село в Польщі, у гміні Пежув Кемпінського повіту Великопольського воєводства.
Населення — 899 осіб (2011).
У 1975-1998 роках село належало до Каліського воєводства.

## Демографія
Демографічна структура станом на 31 березня 2011 року:
|          | Загалом | Допрацездатний вік | Працездатний вік | Постпрацездатний вік |
| -------- | ------- | ------------------ | ---------------- | -------------------- |
| Чоловіки | 439     | 78                 | 321              | 40                   |
| Жінки    | 460     | 88                 | 278              | 94                   |
| Разом    | 899     | 166                | 599              | 134                  |